# Got to Be Certain
"Got to Be Certain" é uma canção dance-pop escrita e produzida pelos britânicos Stock, Aitken e Waterman para o álbum de estreia de Kylie Minogue, intitulado Kylie, de 1988. A canção tinha sido escrita originalmente para a cantora Mandy Smith, mas sua gravação nunca foi lançada até 2005. A canção recebeu uma recepção mista dos críticos de música. A canção foi lançada como o terceiro single do álbum em 1988 e se tornou o primeiro single de estréia no número um na Austrália. Também liderou as paradas na Bélgica e na Finlândia. Alcançou o top dez na França, Alemanha, África do Sul, Nova Zelândia e Reino Unido. A música fez parte da trilha internacional da novela O Sexo dos Anjos, exibida em 1989 na Rede Globo.

## Vídeo
O vídeo da música "Got To Be Certain" foi dirigido por Chris Langman e filmado em abril de 1988. O vídeo foi filmado em torno de Melbourne, na Austrália. Quatro diferentes edições foram feitas, combinando cenas de Kylie em um merry-go-round, em um estúdio de artista e dançando em um café-house, que é o vídeo oficial.

## Desempenho nas paradas
Em 2 de Maio de 1988, "Got to Be Certain" foi lançado no Reino Unido. Fora do Reino Unido, a canção também foi bastante bem sucedida. Alcançou o número um em sete países, incluindo a Finlândia e Israel. O single vendeu 17.227 cópias na Suécia na época.
Na Austrália, "Got to Be Certain" se tornou o segundo single a entrar na parada de singles no número um, permanecendo no topo por três semanas.

## Formatos
CD single
1. "Got to Be Certain" (Extended Mix) - 6:36
2. "I Should Be So Lucky" (Extended Mix) - 6:08
3. "Got To Be Certain" (Out for a Duck, Bill, Platter Plus Dub Mix - Instrumental) - 3:17
7" vinyl single
1. "Got to Be Certain" - 3:17
2. "Got to Be Certain" (Out for a Duck, Bill, Platter Plus Dub Mix - Instrumental) - 3:17
12" vinyl Single
1. "Got to Be Certain" (Extended Mix) - 6:36
2. "Got to Be Certain" (Out for a Duck, Bill, Platter Plus Dub Mix - Instrumental) - 3:17
3. "Got to Be Certain" - 3:17
12" remix
1. "Got to Be Certain" (Ashes to Ashes - The Extra Beat Boys remix) - 6:52
2. "Got to Be Certain" (Out for a Duck, Bill, Platter Plus Dub Mix - Instrumental) - 3:17
3. "Got to Be Certain" - 3:17
iTunes Digital EP - Remixes
1. "Got to Be Certain"
2. "Got to Be Certain" (Extended Mix)
3. "Got to Be Certain" (Ashes to Ashes - The Extra Beat Boys remix)
4. "Got to Be Certain" (Out for a Duck, Bill, Platter Plus Dub Mix - Instrumental)
5. "Got to Be Certain" (backing track)
6. "Love at First Sight"
7. "Love at First Sight"

## Desempenho nas tabelas musicais

### Posições
| Tabela musical (1988)                                  | Melhor posição |
| ------------------------------------------------------ | -------------- |
| Alemanha (GfK Entertainment Charts)                    | 6              |
| Austrália (ARIA Charts)                                | 1              |
| Áustria (Ö3 Austria Top 40)                            | 9              |
| Bélgica (Ultratop)                                     | 1              |
| Dinamarca (Tracklisten)                                | 6              |
| Finlândia (Suomen virallinen lista)                    | 1              |
| França (Syndicat National de l'Édition Phonographique) | 9              |
| Irlanda (IRMA)                                         | 4              |
| Noruega (VG-lista)                                     | 4              |
| Nova Zelândia (RIANZ)                                  | 2              |
| Reino Unido (UK Singles Chart)                         | 2              |
| Suécia (Sverigetopplistan)                             | 19             |
| Suíça (Schweizer Hitparade)                            | 8              |

| Tabela musical (1988)               | Posição |
| ----------------------------------- | ------- |
| Alemanha (GfK Entertainment Charts) | 58      |
| Austrália (ARIA Charts)             | 18      |
| Reino Unido (UK Singles Chart)      | 20      |

| País (Empresa)    | Certificação |
| ----------------- | ------------ |
| França (SNEP)     | Prata        |
| Reino Unido (BPI) | Prata        |

## Performances
- Disco in Dream/The Hitman Roadshow
- Enjoy Yourself Tour
- Rhythm of Love Tour
- Let's Get to It Tour
- Showgirl: The Greatest Hits Tour
- Showgirl - The Homecoming Tour
- For You, for Me Tour (acapella em Las Vegas)
- Também performou no especial de TV "The Kylie Show".

1. ↑  «Kylie Minogue – Got to Be Certain (ARIA Charts)» (em inglês). ARIA Charts
2. ↑  «German Top 20 - The Chart Of 1988». Ki.informatik.uni-wuerzburg.de. Consultado em 2 de agosto de 2012
3. ↑  «1988 Australian Singles Chart» (em inglês). ARIA. Consultado em 11 de abril de 2010
4. ↑  «UK Top 50 for Year - 1988». Consultado em 23 de março de 2018
5. ↑  «Certificações de singles francesas – Kylie Minogue – Got to Be Certain» (em francês). SNEP. Consultado em 10 de janeiro de 2015
6. ↑  «Certificações de singles britânicas – Kylie Minogue – Got to Be Certain». BPI. Consultado em 10 de janeiro de 2015